# Horse Guards Road

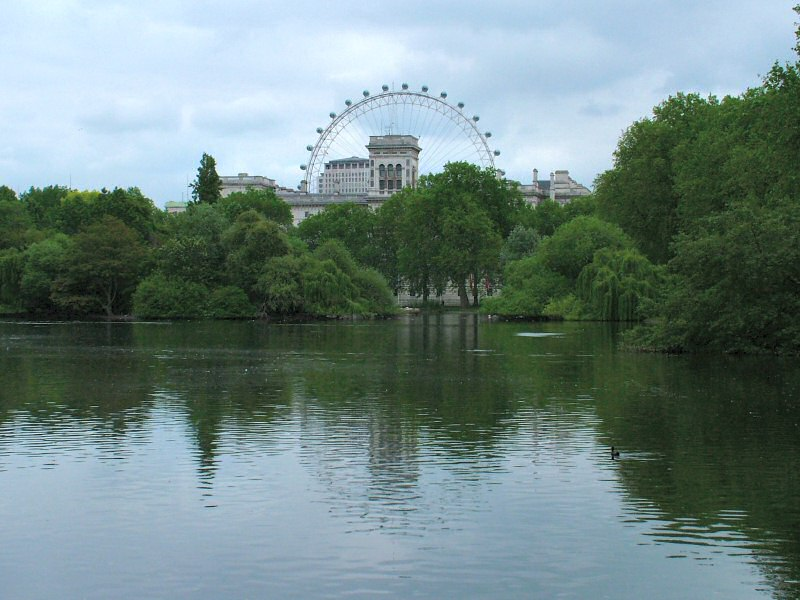
De Horse Guards gezien van uit St. James's Park met op de achtergrond de London Eye.

Horse Guards' Road (of enkel Horse Guards) is een straat in Westminster, Londen. Het verbindt zuidwaarts The Mall met de Birdcage Walk.
Ten westen van de straat bevindt zich St. James's Park en aan de oostelijke zijde bevinden zich meerdere overheidsgebouwen waaronder de Old Admiralty Buildings, het Cabinet Office, Downing Street, het Foreign and Commonwealth Office en HM Treasury.
Oostelijk bevindt zich tevens een grote binnenplaats, de Horse Guards Parade, waar jaarlijks de Trooping of the Colour-ceremonie wordt gehouden in aanwezigheid van de regerende monarch. De straat loopt ruwweg parallel aan de wegen Whitehall en Parliament Street.